# Чепменский университет
Чепменский университет, или Университет Чепмена (англ. Chapman University) — частный университет в г. Ориндж, Калифорния. Аффилирован с движением «Ученики Христа». Университет включает четыре школы и четыре колледжа: Лоуренс-колледж, Колледж кинематографа и медиаискусства, Уилкинсон-колледж гуманитарных и социальных наук, Школа бизнеса и экономики имени Джорджа Аргироса, Школа права, Колледж образовательных исследований и др. В 2010—2011 учебном году в Чепменском университете обучалось 6398 студентов. В рейтинге U.S. News & World Report за 2012 год Чепменский университет занял 7-е место среди вузов Запада США.
История Чепменского университета уходит к 1861 году, когда был основан Гесперианский колледж. Это был вуз со смешанным обучением мужчин и женщин, в который также принимались лица любой расовой принадлежности, что было редким явлением для того времени. В 1920 году произошло слияние Гесперианского колледжа с Калифорнийским христианским колледжем. В 1934 году объединённый колледж был назван в честь председателя совета директоров и основного благотворителя Чарльза Чепмена. В 1991 году Чепменский колледж был преобразован в университет.
Филиалом Чепменского университета является Университет Брандмана.

## Известные выпускники и преподаватели
- Ааронов, Якир

- Махан, Тибор
- Братья Даффер